# 前田川 (福島県)
前田川（まえだがわ）は、福島県双葉郡双葉町を主に流れる河川であり、二級水系前田川水系の本流である。

## 地理
双葉町西端部の石熊地区を水源地とし、町内を横断し支流を集め浪江町にほど近い中浜地区にて太平洋に至る。双葉町内全域を流域とし、再下流部では浪江町との境界をなすため、浪江町のごく一部も流域に含まれる。

### 流域の自治体
福島県
- 双葉郡双葉町
- 双葉郡浪江町

## 主な支流
下流より記載
- 中田川
  - 松倉川
- 戎川
- 根小屋川
- 松迫川

## 災害
- 2011年3月11日 - 東北地方太平洋沖地震に伴う津波により河口部周辺に壊滅的な被害をもたらした。

## 河川施設
- 石熊砂防ダム

## 主な橋梁
下流より記載
- 中浜橋（福島県道254号長塚請戸浪江線）
- 森合橋（双葉町道527号森合橋宮ノ脇線）
- 樋場橋（二級町道202号長塚両竹線）
- 宮田橋（二級町道207号中田観音堂線）
- 大門橋（福島県道254号長塚請戸浪江線）
- 前田川橋（国道6号）
- 天神橋（一級町道103号長塚新山線）
- 天神2号橋（双葉町道369号久保前下条線）
- 下条橋（双葉町道367号下条広町線）
- 新山橋（双葉町道365号下条北広町線）
- 柳橋（国道288号）
- 天王山橋（二級町道209号新山大熊線）
- 清戸迫橋（双葉町道355号天王下清戸迫線）
- 前田川橋梁（JR常磐線）
- 前田橋（一級町道102号前田大熊線）
- 富沢橋（一級町道111号山田郡山線）
- 入江橋（双葉町道428号舘腰北関表線）
- 備後内橋
- 和久前橋（双葉町道435号橋向前玉沢線）
- 山神橋（国道288号）
- 唐松橋（二級町道218号山田益目貫線）
- 上萩平橋（双葉町道440号上萩平線）
- 前田川橋（常磐自動車道）
- 石熊橋（福島県道35号いわき浪江線）
- 石熊3号橋（双葉町道494号南八房平垢離取場線）
- 石熊2号橋（双葉町道466号南八房平石熊線）
- 石熊橋（双葉町道466号南八房平石熊線）